# Св. св. Кирил и Методий (Костинброд)
„Св. св. Кирил и Методий“ е българска православна църква в град Костинброд, Софийско.

## Местоположение
Храмът е разположен в центъра на града и е най-големият в Софийско извън столицата София.

## История
Основният му камък е положен в 1905 година, а готовата църква е осветена на 24 май 1907 година от митрополит Партений Софийски.
Иконостасът е дело на дебърски майстори от рода Филипови.
На южната стена на храма има паметна плоча с имена на загиналите в Балканските войни костинбродчани.